# 이자벨 젤리나스
이자벨 젤리나스(Isabelle Gélinas, 1963년 7월 2일 ~ )는 프랑스, 캐나다의 배우이다.

## 출연 작품
- 심씨의 사생활 (2015, La Vie très privée de Monsieur Sim)
- 친구사이 (2015)
- 괜찮았어? (2008)
- 올 페이드 익스펜시스 (2007)
- 파파라치 (1998)
- 혁명가의 연인 (1988)